# Tétrapeptide
 (signalé en mai 2025).
Si vous disposez d'ouvrages ou d'articles de référence ou si vous connaissez des sites web de qualité traitant du thème abordé ici, merci de compléter l'article en donnant les références utiles à sa vérifiabilité et en les liant à la section « Notes et références ».
- Archive Wikiwix
- Bing
- Cairn
- DuckDuckGo
- E. Universalis
- Gallica
- Google
- G. Books
- G. News
- G. Scholar
- Persée
- Qwant
- (zh) Baidu
- (ru) Yandex
- (wd) trouver des œuvres sur Wikidata

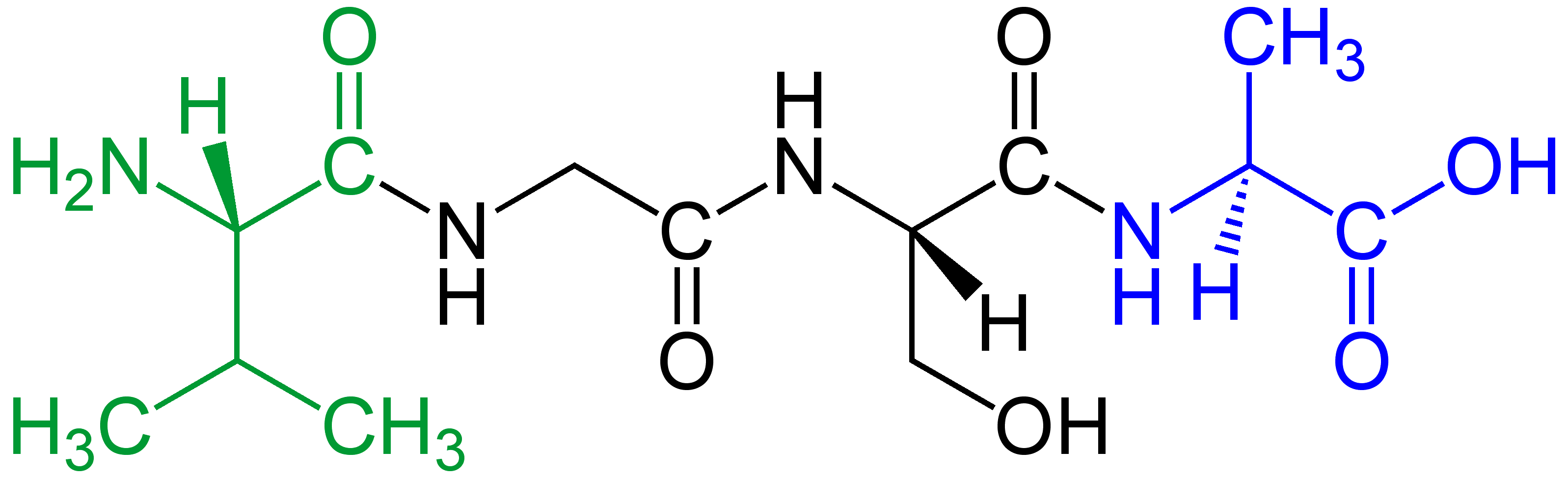
Le tétrapeptide L-valinyl-glycyl-L-sérinyl-L-alanine

Un tétrapeptide est un peptide constitué de quatre résidus d'acide aminé liés par une liaison peptidique. Beaucoup de tétrapeptides sont pharmacologiquement actifs, montrant souvent une affinité et une spécificité pour divers récepteurs dans la signalisation protéine-protéine. Les tétrapeptides présents dans la nature peuvent être linéaires ou cycliques, cyclisés par une quatrième liaison peptidique ou par un autre type de liaison covalente.

## Exemples
- La tuftsine (L-thréonyl-L-lysyl-L-prolyl-L-arginine), un peptide principalement lié au fonctionnement du système immunitaire.
- La rigine (glycyl-L-glutaminyl-L-prolyl-L-arginine), un tétrapeptide aux fonctions similaires à celle de la tuftsine.
- La postine (Lys-Pro-Pro-Arg) le tétrapeptide N-terminal de la cystatine C est un antagoniste de la tuftsine.
- L'endorphine-1 (H-Tyr-Pro-Trp-Phe-NH2) et endorphine-2 (H-Tyr-Pro-Phe-Phe-NH2) des peptides amides avec la plus forte affinité et spécificité connues avec le récepteur opiacé μ.
- La morphiceptine (H-Tyr-Pro-Phe-Pro-NH2), une casomorphine isolée depuis la caséine β.
- Les exorphines du gluten A4 (H-Gly-Tyr-Tyr-Pro-OH) et B4 (H-Tyr-Gly-Gly-Trp-OH), des peptides présents dans le gluten.
- La tyrosine-MIF-1 (H-Tyr-Pro-Leu-Gly-NH2), un modulateur opiacé endogène.
- La tétragastrine (N-((phénylméthoxy)carbonyl)-L-tryptophyl-L-méthionyl-L-aspartyl-L-phénylalaninamide), le tétrapeptide C-terminal de la gastrine. C'est le plus petit fragment peptidique de la gastrine ayant les mêmes activités physiologiques et pharmacologiques que la gastrine.
- La kentsine (H-Thr-Pro-Arg-Lys-OH), un peptide contraceptif isolé pour la première fois dans les hamsters femelles.
- L'achatine-I (glycyl-phenylalanyl-alanyl-acide aspartique), un tétrapeptide neuroexcitateur présent dans l'escargot géant africain (Achatina fulica).
- La tentoxine (cyclo(N-methyl-L-alanyl-L-leucyl-N-méthyl-trans-déshydrophényl-alanyl-glycyl)), un tétrapeptide cyclique par les champignons phytopathogéniques du genre Alternaria.
- GLYX-13 (H-Thr-Pro-Pro-Thr-NH2) un agoniste partiel des récepteurs NMDA.